# Genderová segregace
Genderová segregace je vyloučení jednotlivce z určitých aktivit či míst, nebo separace jednotlivců na určitých místech či při některých aktivitách na základě pohlaví nebo genderu. Toto vyloučení může být faktické nebo dle právní normy. Dále může být dobrovolné nebo nedobrovolné. Vyloučení a separace v kontextu genderové segregace posiluje a udržuje tradiční chápání pohlaví, genderové stereotypy a hierarchii.
Genderová segregace může být vysvětlena různými teoriemi. Mezi vybrané teorie patří teorie lidského kapitálu a racionální volby, feministické a sociální teorie patriarchátu a preferenční teorie. Tyto teorie jsou především teoretické a vysvětlují původ genderové segregace. Nepopisují přesně aktuální situaci, jelikož nezahrnují změny v sociálním prostředí jako jsou např. rozmach vzdělávání a vyšší participace dospělých žen na trhu práce.
V českém kontextu se genderová segregace projevovala mimo jiné ve vzdělávání. Ženy měly až do konce 19. století omezený přístup ke střednímu a vyššímu vzdělávání. Úplné zrovnoprávnění v této oblasti nastalo až v roce 1921. V současnosti je přístup ke vzdělávání zakotven v právních předpisech.

## Teorie genderové segregace

### Ekonomická teorie lidského kapitálu a racionální volby
Tato teorie se zabývá především rozdíly v platech mužů a žen. Počítá se s tím, že ženy budou mít tendenci vkládat méně energie do lidského kapitálu, jelikož ji investují zejména do domácích prací. Z tohoto důvodu se předpokládá, že práci budou vykonávat na kratší úvazek či ji jinak uzpůsobí práci v domácnosti. Na základě těchto skutečností se očekává od mužů, že budou finančně zajišťovat domácnost. Mají větší prostor investovat do lidského kapitálu a tím vzniká racionální volba, že budou hlavními vydělávajícími v rodině. Ekonomický trh se tomuto přizpůsobuje a upřednostňuje zaměstnávání mužů, jelikož mohou vydělávat více než jejich partnerky. Tím je umožněno mužům vydělávat stále více peněž a je upevňován segregovaný trh.

### Feministické a sociální teorie patriarchátu
Feminističtí zastánci popisují patriarchát jako dominanci mužů ve společnosti. Prvky patriarchátu jsou například moc a kontrola mužů ve společnosti, závislost žen na mužích kvůli svým nízkým platům, vylučování žen z nejlepších pracovních pozic a využívání žen jako pracovnic v potřebných pozicích na trhu práce a v domácnosti. V minulosti muži ovládali mocenské pozice ve společnosti, což se v současnosti[kdy?] mění. Přesto však množství žen na těchto pozicích za tím mužským stále zaostává.

### Preferenční teorie
Preferenční teorie rozšiřuje a propojuje předešlé dvě teorie. Ženy jsou rozděleny do tří kategorií podle toho, jak kombinují práci s rodinným životem. První kategorií jsou ženy, které jsou orientovány na práci. Pro tuto skupinu bývá typické, že buďto nemají rodinu nebo mají v rodině s partnerem nastavené rovnocenné sdílení péče o domácnost. Tyto ženy si vybírají pracovní pozice, kde jsou na ženy i muže kladeny stejné nároky a jsou zaměstnány v oblastech, kde je rovnoměrné rozložení obou pohlaví.
Druhou skupinou jsou ženy, jež jsou naopak orientovány především na rodinu. Jejich prioritou je být doma s dětmi a nehledají si práci, která je časově náročná a která by byla daleko od domova.
Poslední skupinu tvoří ženy, které práci a rodinu kombinují. Práci si vyhledávají z různých důvodů, kterými můžou být zájem nebo potřeba peněz. Tyto ženy často nemají vysoké ambice k úspěšné kariéře tak jako skupina žen orientovaných na práci. Většinou končí na pracovních pozicích, které nejsou tolik náročné a které jsou více obsazeny ženami.

## Genderová segregace v historii českého vzdělávání
Přístup ke vzdělávání měly ženy v Českých zemích do 40. let 19. století odepřen. Následně začaly vznikat dívčí školy, které měly zajišťovat základní školní docházku. Byly oddělené od chlapeckých škol, kde se náplň vzdělávání výrazně lišila. První střední dívčí školy vznikaly až o 20 let později. Vyšší vzdělání však ženám nezaručovalo následné pracovní uplatnění. Nebylo vhodné, aby ženy pracovaly ve stejné místnosti s muži a aby mužům potenciálně konkurovaly. Na konci 19. století začala vznikat dívčí gymnázia, která postupně ženám otevírala přístup k univerzitnímu vzdělání. Prvním dívčí gymnázium neslo název Minerva a bylo založeno roku 1890 Eliškou Krásnohorskou. První ženy v České republice směly jako řádné posluchačky studovat univerzitu v roce 1897. Studium žen na univerzitách otevřelo debatu o zrovnoprávnění volebního práva mužů a žen. Možnost vzdělávat se bez omezení ve stejném vzdělávacím proudu s chlapci dostaly dívky až v roce 1921.
V současnosti[kdy?] je právo na vzdělání bez ohledu na pohlaví zakotveno v § 2 školského zákona č. 561/2004 Sb., který stanovuje zásady vzdělávání. Na mezinárodní úrovni je toto právo upraveno v článku 2 Prvního dodatkového protokolu k Úmluvě o ochraně lidských práv a základních svobod, které se výslovně týká práva na vzdělání.

## Genderová segregace na trhu práce
Rozdělení osob na základě genderu se objevuje také na trhu práce. Projevuje se procentuálním rozložením mužů a žen v profesích podle druhu, nerovnocennou výší mezd a přístupu k povýšení.
Dle studie, kterou vedla Jude Browne ve Velké Británii, se podle procentuálního zastoupení mužů a žen profese dělí na „ženské“, „smíšené“ a „mužské“ práce. Mezi profese „ženské“ spadají např. sekretářky, personální asistentky a finanční asistentky, ženy v této skupině tvoří 62-98 % zaměstnanců. V profesích „smíšených“ se ženy vyskytují z 39-59 % a v těch „mužských“ tvoří 0-39 %. Mezi „mužské“ práce spadají z velké části technické obory, mezi nimi např. komunikační inženýr, instalační inženýr a specialista inženýringu.
V jednotlivých profesních skupinách se liší výše mezd u mužů a žen. Muži se v průměru pohybují ve vyšších mzdových kategoriích. Mají vyšší platy než ženy v „ženských“ profesích. Ženy naopak dosahují vyšších mezd než muži v profesích „mužských“. Ve skupině „smíšené“ jsou platy přibližně stejné u obou pohlaví.
Podle některých studií tento stav reflektuje pokračující genderovou nerovnost, která má jak sociální, tak ekonomické důsledky. Genderová segregace se projevuje nejen v rozdělení profesí podle pohlaví, ale také v rozdílných příležitostech k finančnímu ohodnocení a kariérnímu postupu.